# Copidosoma shakespearei
Copidosoma shakespearei är en stekelart som beskrevs av Girault 1923. Copidosoma shakespearei ingår i släktet Copidosoma och familjen sköldlussteklar. Inga underarter finns listade i Catalogue of Life.